# Śluza Prądy

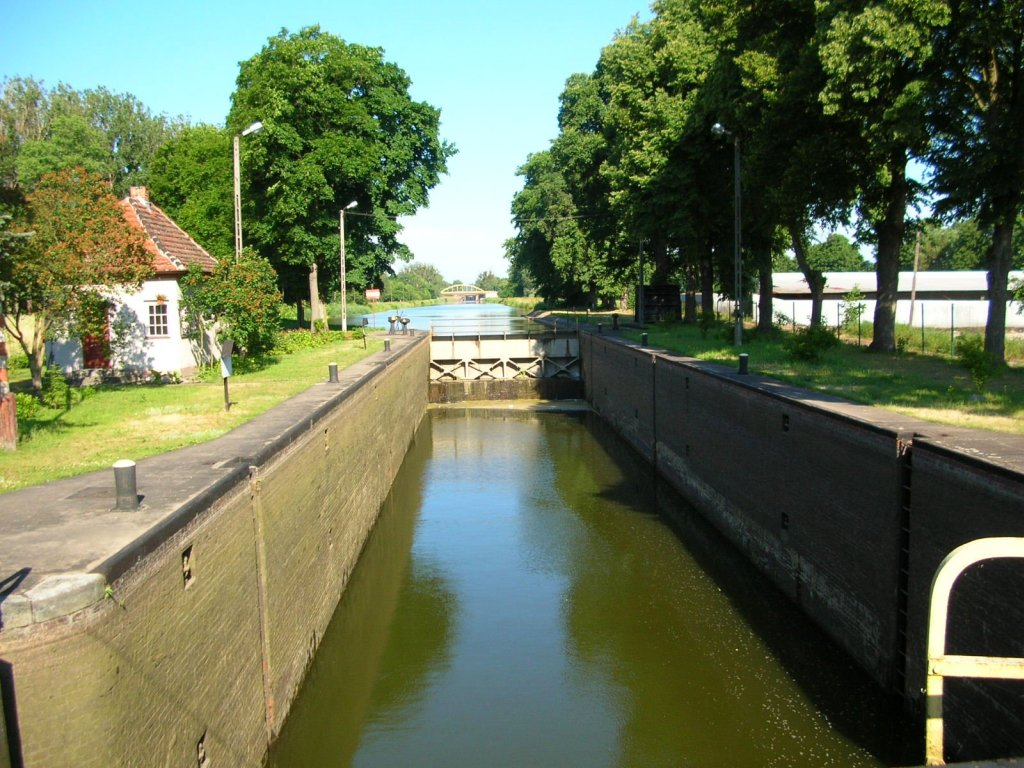
Komora

Śluza Prądy – śluza na Kanale Bydgoskim w Bydgoszczy. Stanowi jedną z budowli hydrotechnicznych Kanału Bydgoskiego, zarządzaną przez Regionalny Zarząd Gospodarki Wodnej w Poznaniu, Zarząd Zlewni Noteci w Bydgoszczy. Jest to śluza nr 5 drogi wodnej Wisła-Odra, która jest elementem międzynarodowej drogi wodnej E-70.

## Lokalizacja
Śluza znajduje się na zachodnich rubieżach miasta Bydgoszczy, nieopodal ul. Spacerowej i Mińskiej na osiedlu Prądy.

## Historia
Śluzę wybudowano w latach 1773–1774. Krótko po pierwszych próbach uruchomienia kanału, drewniana śluza rozpadła się jednak. Musiano spuścić wodę, kanał wyczyścić i pogłębić. W latach 1840–1852 przebudowano ją do masywnej formy murowanej. Wymiary użytkowe komory wynosiły wówczas 44,5 × 9,65 m, światło wrót 4,97 m, a spadek 3,34 m. Obecna forma budowli została oddana do użytku pod koniec sierpnia 1913 roku, kiedy dokonano przebudowy Kanału Bydgoskiego. W wyniku prowadzonych z rozmachem robót wykonano nowy dwukilometrowy odcinek kanału, zmodernizowano wszystkie śluzy i wybudowano dwie nowe. Oddana do użytku droga wodna umożliwiała spławianie 400-tonowych barek, pływających powszechnie na wodach śródlądowych Europy Zachodniej. Obecny dom śluzowego wybudowano w 1942 roku.
W 2005 r. śluzę Prądy wraz z budynkiem towarzyszącym wpisano do rejestru zabytków województwa kujawsko-pomorskiego.

## Charakterystyka
Jest to pojedyncza śluza komorowa III klasy o napędzie ręcznym. Konstrukcja jest betonowa z okładziną ceglaną. Dno i progi również są betonowe. Posiada zamknięcia górne w postaci wrót stalowych klapowych oraz dolne wrota wsporne, stalowe dwuskrzydłowe. Napełnianie wodą odbywa się poprzez galerie obiegowe usytuowane w głowach śluzy. Przeciętny czas śluzowania wynosi 25 minut.
Na zamknięciach śluzy znajdują się dwa przejścia technologiczne o szerokości 1,0 m i długości 9,6 m. Kładka na głowie górnej w czasie śluzowana chowa się pod wodę, natomiast kładka na głowie dolnej razem ze skrzydłami wrót rozchyla się na boki.

### Most przy śluzie
Przy głowie dolnej śluzy znajduje się most drogowy o nośności 2,5 t służący dla ruchu lokalnego. Jego długość wynosi 10,2 m (ze skrzydełkami – 25 m), a szerokość 6 m. Konstrukcja składa się z dwóch jednoprzęsłowych, stalowych dźwigarów nitowanych, stężonych ramą przestrzenną, na których oparto żelbetową płytę pomostu. Przeprawa mieści jezdnię z nawierzchnią granitową oraz dwu chodników o nawierzchni betonowo-ceglanej. Ceglane przyczółki mostu zespolone są z konstrukcją śluzy. Przestrzeń żeglugowa pod obiektem wynosi ok. 4 m.

## Poziomy
Śluza umożliwia podniesienie jednostek o 3,82 m, od 50,98 do 54,80 m n.p.m.